# EFL Cup 2017/18
Der EFL Cup 2017/18 (Sponsorname Carabao Cup) ist die 58. Austragung des Turniers. Alle 92 Vereine der vier oberen englischen Ligen 2017/2018 werden am Wettbewerb teilnehmen.
Der Wettbewerb begann am 8. August 2017 mit der ersten Runde.

## Erste Runde
An der ersten Runde nahmen 70 Vereine teil. Die 20 Vereine der Premier League 2017/18 sowie Hull City und FC Middlesbrough stiegen erst in der 2., bzw. 3. Runde in den Wettbewerb ein.
Die Auslosung für die erste Runde fand in diesem Jahr in Bangkok statt, dem Sitz des Sponsors. Ausgetragen wurden die Begegnungen zwischen dem 8. und 22. August 2017.
| Datum                         |                              | Ergebnis              |                          |
| ----------------------------- | ---------------------------- | --------------------- | ------------------------ |
| 8. August 2017, 19:45 WESZ    | Accrington Stanley (IV)      | 3:2                   | Preston North End (II)   |
| 8. August 2017, 19:45 WESZ    | AFC Wimbledon (III)          | 1:3 n. V.             | FC Brentford (II)        |
| 8. August 2017, 19:45 WESZ    | FC Barnsley (II)             | 4:3                   | FC Morecambe (IV)        |
| 8. August 2017, 19:45 WESZ    | Birmingham City (II)         | 5:1                   | Crawley Town (IV)        |
| 8. August 2017, 19:45 WESZ    | Bradford City (III)          | 2:3                   | Doncaster Rovers (III)   |
| 8. August 2017, 19:45 WESZ    | Bristol City (II)            | 5:0                   | Plymouth Argyle (III)    |
| 8. August 2017, 19:45 WESZ    | Bristol Rovers (III)         | 4:1                   | Cambridge United (IV)    |
| 8. August 2017, 19:45 WESZ    | Cardiff City (II)            | 2:1 n. V.             | FC Portsmouth (III)      |
| 8. August 2017, 19:45 WESZ    | Coventry City (IV)           | 1:3                   | Blackburn Rovers (III)   |
| 8. August 2017, 19:45 WESZ    | Exeter City (IV)             | 1:2                   | Charlton Athletic (III)  |
| 8. August 2017, 19:45 WESZ    | Fleetwood Town (III)         | 1:2 n. V.             | Carlisle United (IV)     |
| 8. August 2017, 19:45 WESZ    | Forest Green Rovers (IV)     | 0:1 n. V.             | Milton Keynes Dons (III) |
| 8. August 2017, 19:45 WESZ    | Luton Town (IV)              | 0:2                   | Ipswich Town (II)        |
| 8. August 2017, 19:45 WESZ    | Mansfield Town (IV)          | 0:1                   | AFC Rochdale (III)       |
| 8. August 2017, 19:45 WESZ    | FC Millwall (II)             | 2:0                   | FC Stevenage (IV)        |
| 8. August 2017, 19:45 WESZ    | Norwich City (II)            | 3:2                   | Swindon Town (IV)        |
| 8. August 2017, 19:45 WESZ    | Nottingham Forest (II)       | 2:1                   | Shrewsbury Town (III)    |
| 8. August 2017, 19:45 WESZ    | Oxford United (III)          | 3:4 n. V.             | Cheltenham Town (IV)     |
| 8. August 2017, 19:45 WESZ    | Peterborough United (III)    | 1:3                   | FC Barnet (IV)           |
| 8. August 2017, 19:45 WESZ    | Queens Park Rangers (II)     | 1:0                   | Northampton Town (III)   |
| 8. August 2017, 19:45 WESZ    | Rotherham United (III)       | 2:1                   | Lincoln City (IV)        |
| 8. August 2017, 19:45 WESZ    | Scunthorpe United (III)      | 2:2 n. V. (6:5 i. E.) | Notts County (IV)        |
| 8. August 2017, 19:45 WESZ    | Sheffield Wednesday (II)     | 4:1                   | FC Chesterfield (IV)     |
| 8. August 2017, 19:45 WESZ    | Southend United (III)        | 0:2                   | AFC Newport County (IV)  |
| 8. August 2017, 19:45 WESZ    | Wigan Athletic (III)         | 2:1                   | FC Blackpool (III)       |
| 8. August 2017, 19:45 WESZ    | Wolverhampton Wanderers (II) | 1:0                   | Yeovil Town (IV)         |
| 8. August 2017, 19:45 WESZ    | Wycombe Wanderers (IV)       | 0:2                   | FC Fulham (II)           |
| 8. August 2017, 20:00 WESZ    | FC Reading (II)              | 2:0                   | FC Gillingham (III)      |
| 9. August 2017, 19:45 WESZ    | Colchester United (IV)       | 1:2                   | Aston Villa (II)         |
| 9. August 2017, 19:45 WESZ    | Crewe Alexandra (IV)         | 1:2                   | Bolton Wanderers (II)    |
| 9. August 2017, 19:45 WESZ    | Leeds United (II)            | 4:1                   | Port Vale (IV)           |
| 9. August 2017, 19:45 WESZ    | Oldham Athletic (III)        | 2:3                   | Burton Albion (II)       |
| 9. August 2017, 19:45 WESZ    | Sheffield United (II)        | 3:2                   | FC Walsall (III)         |
| 10. August 2017, 20:00 WESZ   | FC Bury (III)                | 0:1                   | AFC Sunderland (II)      |
| 22. August 2017, 19:45 WESZ 1 | Grimsby Town (IV)            | 0:1                   | Derby County (II)        |

## Zweite Runde
In der zweiten Runde stiegen die 13 Premier-League-Vereine ein, die sich in der letzten Saison nicht für einen europäischen Wettbewerb qualifiziert hatten, sowie Hull City und FC Middlesbrough als die zwei bestplatzierten Teams der letzten Saison der English Football League. Die Auslosung fand am 10. August 2017 statt. Ausgetragen wurden die Begegnungen am 22. und 23. August 2017 sowie am 12. September 2017.

### Northern Section
| Datum                          |                         | Ergebnis  |                          |
| ------------------------------ | ----------------------- | --------- | ------------------------ |
| 22. August 2017, 19:45 WESZ    | Accrington Stanley (IV) | 1:3       | West Bromwich Albion (I) |
| 22. August 2017, 19:45 WESZ    | Aston Villa (II)        | 4:1       | Wigan Athletic (III)     |
| 22. August 2017, 19:45 WESZ    | Carlisle United (IV)    | 1:2       | AFC Sunderland (II)      |
| 22. August 2017, 19:45 WESZ    | Doncaster Rovers (III)  | 2:0       | Hull City (II)           |
| 22. August 2017, 19:45 WESZ    | Leeds United (II)       | 5:1       | AFC Newport County (IV)  |
| 22. August 2017, 19:45 WESZ    | FC Middlesbrough (II)   | 3:0       | Scunthorpe United (III)  |
| 22. August 2017, 19:45 WESZ    | Sheffield United (II)   | 1:4       | Leicester City (I)       |
| 22. August 2017, 20:00 WESZ    | Bolton Wanderers (II)   | 3:2       | Sheffield Wednesday (II) |
| 23. August 2017, 19:45 WESZ    | Blackburn Rovers (III)  | 0:2       | FC Burnley (I)           |
| 23. August 2017, 19:45 WESZ    | Huddersfield Town (I)   | 2:1       | Rotherham United (III)   |
| 23. August 2017, 19:45 WESZ    | Newcastle United (I)    | 2:3 n. V. | Nottingham Forest (II)   |
| 23. August 2017, 20:00 WESZ    | Stoke City (I)          | 4:0       | AFC Rochdale (III)       |
| 12. September 2017, 19:45 WESZ | FC Barnsley (II)        | 3:2       | Derby County (II)        |

### Southern Section
| Datum                       |                            | Ergebnis  |                              |
| --------------------------- | -------------------------- | --------- | ---------------------------- |
| 22. August 2017, 19:30 WESZ | Crystal Palace (I)         | 2:1       | Ipswich Town (II)            |
| 22. August 2017, 19:45 WESZ | Birmingham City (II)       | 1:2       | AFC Bournemouth (I)          |
| 22. August 2017, 19:45 WESZ | Brighton & Hove Albion (I) | 1:0       | FC Barnet (IV)               |
| 22. August 2017, 19:45 WESZ | Cardiff City (II)          | 1:2       | Burton Albion (II)           |
| 22. August 2017, 19:45 WESZ | FC Fulham (II)             | 0:1       | Bristol Rovers (III)         |
| 22. August 2017, 19:45 WESZ | Milton Keynes Dons (III)   | 1:4       | Swansea City (I)             |
| 22. August 2017, 19:45 WESZ | Norwich City (II)          | 4:1       | Charlton Athletic (III)      |
| 22. August 2017, 19:45 WESZ | Queens Park Rangers (II)   | 1:4       | FC Brentford (II)            |
| 22. August 2017, 19:45 WESZ | FC Watford (I)             | 2:3       | Bristol City (II)            |
| 22. August 2017, 20:00 WESZ | FC Reading (II)            | 3:1 n. V. | FC Millwall (II)             |
| 23. August 2017, 19:45 WESZ | Cheltenham Town (IV)       | 0:2       | West Ham United (I)          |
| 23. August 2017, 19:45 WESZ | FC Southampton (I)         | 0:2       | Wolverhampton Wanderers (II) |

## Dritte Runde
Ab der dritten Runde traten auch die sieben Vereine an, die sich für die laufende Saison für die europäischen Wettbewerbe qualifiziert hatten. Die Auslosung fand am 24. August 2017 in Peking statt. Ausgetragen wurden die Begegnungen am 19. und 20. September 2017.
| Datum                          |                              | Ergebnis              |                            |
| ------------------------------ | ---------------------------- | --------------------- | -------------------------- |
| 19. September 2017, 19:45 WESZ | Aston Villa (II)             | 0:2                   | FC Middlesbrough (II)      |
| 19. September 2017, 19:45 WESZ | AFC Bournemouth (I)          | 1:0 n. V.             | Brighton & Hove Albion (I) |
| 19. September 2017, 19:45 WESZ | FC Brentford (II)            | 1:3                   | Norwich City (II)          |
| 19. September 2017, 19:45 WESZ | Bristol City (II)            | 2:0                   | Stoke City (I)             |
| 19. September 2017, 19:45 WESZ | FC Burnley (I)               | 2:2 n. V. (3:5 i. E.) | Leeds United (II)          |
| 19. September 2017, 19:45 WESZ | Crystal Palace (I)           | 1:0                   | Huddersfield Town (I)      |
| 19. September 2017, 19:45 WESZ | Leicester City (I)           | 2:0                   | FC Liverpool (I)           |
| 19. September 2017, 19:45 WESZ | West Ham United (I)          | 3:0                   | Bolton Wanderers (II)      |
| 19. September 2017, 19:45 WESZ | Wolverhampton Wanderers (II) | 1:0 n. V.             | Bristol Rovers (III)       |
| 19. September 2017, 20:00 WESZ | FC Reading (II)              | 0:2                   | Swansea City (I)           |
| 19. September 2017, 20:00 WESZ | Tottenham Hotspur (I)        | 1:0                   | FC Barnsley (II)           |
| 20. September 2017, 19:45 WESZ | FC Arsenal (I)               | 1:0                   | Doncaster Rovers (III)     |
| 20. September 2017, 19:45 WESZ | FC Chelsea (I)               | 5:1                   | Nottingham Forest (II)     |
| 20. September 2017, 19:45 WESZ | FC Everton (I)               | 3:0                   | AFC Sunderland (II)        |
| 20. September 2017, 20:00 WESZ | Manchester United (I)        | 4:1                   | Burton Albion (II)         |
| 20. September 2017, 20:00 WESZ | West Bromwich Albion (I)     | 1:2                   | Manchester City (I)        |

## Achtelfinale
Die Auslosung fand am 20. September 2017 statt. Ausgetragen wurden die Begegnungen am 24. und 25. Oktober 2017.
| Datum                        |                       | Ergebnis              |                              |
| ---------------------------- | --------------------- | --------------------- | ---------------------------- |
| 24. Oktober 2017, 19:45 WESZ | FC Arsenal (I)        | 2:1 n. V.             | Norwich City (II)            |
| 24. Oktober 2017, 19:45 WESZ | AFC Bournemouth (I)   | 3:1                   | FC Middlesbrough (II)        |
| 24. Oktober 2017, 19:45 WESZ | Bristol City (II)     | 4:1                   | Crystal Palace (I)           |
| 24. Oktober 2017, 19:45 WESZ | Leicester City (I)    | 3:1                   | Leeds United (II)            |
| 24. Oktober 2017, 19:45 WESZ | Swansea City (I)      | 0:2                   | Manchester United (I)        |
| 24. Oktober 2017, 20:00 WESZ | Manchester City (I)   | 0:0 n. V. (4:1 i. E.) | Wolverhampton Wanderers (II) |
| 25. Oktober 2017, 19:45 WESZ | FC Chelsea (I)        | 2:1                   | FC Everton (I)               |
| 25. Oktober 2017, 20:00 WESZ | Tottenham Hotspur (I) | 2:3                   | West Ham United (I)          |

## Viertelfinale
Die Auslosung fand am 26. Oktober 2017 statt. Ausgetragen wurden die Begegnungen am 19. und 20. Dezember 2017.
| Datum                        |                    | Ergebnis              |                       |
| ---------------------------- | ------------------ | --------------------- | --------------------- |
| 19. Dezember 2017, 19:45 WEZ | FC Arsenal (I)     | 1:0                   | West Ham United (I)   |
| 19. Dezember 2017, 19:45 WEZ | Leicester City (I) | 1:1 n. V. (3:4 i. E.) | Manchester City (I)   |
| 20. Dezember 2017, 19:45 WEZ | FC Chelsea (I)     | 2:1                   | AFC Bournemouth (I)   |
| 20. Dezember 2017, 20:00 WEZ | Bristol City (II)  | 2:1                   | Manchester United (I) |

## Halbfinale
Die Auslosung fand am 20. Dezember 2017 statt, die Hinspiele wurden am 9. und 10. Januar 2018 ausgetragen. Die Rückspiele fanden am 23. und 24. Januar statt.
|                     | Gesamt |                   | Hinspiel | Rückspiel |
| ------------------- | ------ | ----------------- | -------- | --------- |
| Manchester City (I) | 5:3    | Bristol City (II) | 2:1      | 3:2       |
| FC Chelsea (I)      | 1:2    | FC Arsenal (I)    | 0:0      | 1:2       |

## Finale
| FC Arsenal                                                      | FC Arsenal | Manchester City | Manchester City | Aufstellung                                  |
| --------------------------------------------------------------- | --- | --- | --------------- | -------------------------------------------- |
| FC Arsenal                                                      | \| 25. Februar 2018 um 16:30 Uhr (GMT) in London (Wembley-Stadion) \| \| Ergebnis: 0:3 (0:1) \| \| Zuschauer: 85.671 \| \| Schiedsrichter: Craig Pawson (South Yorkshire) \| \| Spielbericht \|                                                                                           | \| 25. Februar 2018 um 16:30 Uhr (GMT) in London (Wembley-Stadion) \| \| Ergebnis: 0:3 (0:1) \| \| Zuschauer: 85.671 \| \| Schiedsrichter: Craig Pawson (South Yorkshire) \| \| Spielbericht \|                                                                 | Manchester City | Aufstellung FC Arsenal gegen Manchester City |
| FC Arsenal                                                      | David Ospina – Calum Chambers (65. Danny Welbeck), Shkodran Mustafi, Laurent Koscielny – Héctor Bellerín, Jack Wilshere, Granit Xhaka, Nacho Monreal (26. Sead Kolašinac) – Mesut Özil, Pierre-Emerick Aubameyang, Aaron Ramsey (73. Alex Iwobi) Cheftrainer: Arsène Wenger ( Frankreich) | Claudio Bravo – Kyle Walker, Vincent Kompany , Nicolás Otamendi, Danilo – İlkay Gündoğan, Fernandinho (52. Bernardo Silva), David Silva – Kevin De Bruyne, Sergio Agüero (89. Phil Foden), Leroy Sané (77. Gabriel Jesus) Cheftrainer: Pep Guardiola ( Spanien) | Manchester City | Aufstellung FC Arsenal gegen Manchester City |
| FC Arsenal                                                      | 0:1 Sergio Agüero (18.) 0:2 Vincent Kompany (58.) 0:3 David Silva (65.) | | Manchester City | Aufstellung FC Arsenal gegen Manchester City |
| FC Arsenal                                                      | Héctor Bellerín (24.), Aaron Ramsey (32.), Calum Chambers (47.), Jack Wilshere (88.) | Fernandinho (36.), Vincent Kompany (80.) | Manchester City | Aufstellung FC Arsenal gegen Manchester City |
| FC Arsenal                                                      | Spieler des Spiels: Vincent Kompany (Manchester City) | | Manchester City | Aufstellung FC Arsenal gegen Manchester City |
| 25. Februar 2018 um 16:30 Uhr (GMT) in London (Wembley-Stadion) | | |                 |                                              |
| Ergebnis: 0:3 (0:1)                                             | | |                 |                                              |
| Zuschauer: 85.671                                               | | |                 |                                              |
| Schiedsrichter: Craig Pawson (South Yorkshire)                  | | |                 |                                              |
| Spielbericht                                                    | | |                 |                                              |